# シュミテクト
シュミテクトとは、Haleonジャパンが製造販売、アース製薬が発売する象牙質知覚過敏症用の歯磨剤を中心としたオーラルケア用品のブランド名で、日本では第一位のシェアを占めている。日本以外では、90ヶ国でSensodyne（センソダイン）のブランド名で販売されている。

## 概要
知覚過敏による歯磨きの際の痛みに悩む層は多く、ある調査によれば成人男性の3割以上にも上ることが判明している。シュミテクトに5%含有されている硝酸カリウムは歯髄の象牙芽細胞の刺激伝達を妨げると考えられている。動水力学説に基づいて、フッ素による象牙細管の閉鎖による症状の軽減も行われる。非侵襲性であるため、シュミテクトの使用は、象牙質知覚過敏に対する治療の中で、最初に選択する治療法の一つである。ホワイトニング中に発生する知覚過敏に対しても有効であると考えられている。
知覚過敏に悩む層をターゲットとすることから、マーケティング手段として歯科医師へのコンタクトを重視したことで知られ、MBA等においても題材として取り上げられることがある。

## 成分
以下は「デイリームシ歯ケア+」における成分である。
- 湿潤剤 / ソルビット液
- 清掃剤 / 含水ケイ酸
- 薬用成分 / 硝酸カリウム・フッ化ナトリウム（フッ素）
- 発泡剤 / ヤシ油脂肪酸アミドプロピルベタイン
- 香味剤 / 香料（ダブルミント）・サッカリンナトリウム
- 粘結剤 / キサンタンガム
- pH調整剤 / 水酸化ナトリウム
- 保存剤 / 安息香酸ナトリウム
- その他 / 酸化チタン

## 製品ラインナップ
ハミガキ
ハミガキは2019年8月の「フレッシュ&クリーン（現:息フレッシュ&口中クリーン）」「PROエナメル やさしくホワイトニング エナメルケア」のリニューアルをもって全種類が高濃度フッ素仕様となり、6歳未満への使用が不可となった。また、「プラチナプロテクトEX」・「PROエナメル やさしくホワイトニング エナメルケア」を除く製品は2024年9月にパッケージデザインを刷新してリニューアルされ、「GSK」ロゴから「HALEON」ロゴへ変更された。
- シュミテクト ムシ歯ケア【医薬部外品】 - 2012年2月に従来の「シュミテクト」が改良され、「デイリーケア+」に改名。白基調にエメラルドグリーンの差し色を配したパッケージ。2017年8月にフッ素の濃度を1450ppmに高濃度化してリニューアルされ、2022年に製品名を「デイリームシ歯ケア+」へ変更。2024年9月のリニューアルで再度製品名が変更された。
- シュミテクト 爽やか息ケア【医薬部外品】 - 2017年9月に「フレッシュ&クリーン」として発売。2019年8月にフッ素の濃度を1450ppmに高濃度化してリニューアルされ、2022年に製品名を「息フレッシュ&口中クリーン」へ変更。2024年9月のリニューアルで再度製品名が変更された。
- シュミテクト 歯周病ケア【医薬部外品】 - 白基調にピンクの差し色を配したパッケージ。本品のみ、90gの他に、「トラベルセット」補充用のミニサイズも設定される。2018年8月にフッ素の濃度を1450ppmに高濃度化してリニューアルするとともに、ミニサイズの容量を35gから22gに小容量化された。
- シュミテクト 歯周病ケア+口臭予防【医薬部外品】 - 2024年9月発売。
- シュミテクト やさしくホワイトニングEX【医薬部外品】 - 白基調にシルバーの差し色を配したパッケージ。2018年9月に「やさしくホワイトニング」に改良ツインシリカ（含水ケイ酸）と微粒子アルミナ（酸化Al）を追加配合、フッ素の濃度を1450ppmに高濃度化してリニューアルされ、製品名が変更された。
- シュミテクト コンプリートワンEX【医薬部外品】 - 2015年2月発売。2019年2月にフッ素の濃度を1450ppmに高濃度化してリニューアルされた。
- シュミテクト コンプリートワンEXプレミアム【医薬部外品】 - 2022年9月発売。元々は1種類のみだったが、2023年9月に「フレッシュシトラス」が追加発売されて2種類となり、既存品は「ナチュラルミント」の香味名が付き、パッケージデザインがリニューアルされた。
- シュミテクト 歯周病ダブルケアEX【医薬部外品】 - 2021年9月発売。「ダブルミント」と「クールリフレッシュミント」の2つのフレーバーがある。
- シュミテクト バリア&プロテクト【医薬部外品】　‐ 2019年9月発売。
- シュミテクト エナメルケア+【医薬部外品】 - 2021年3月発売。
- シュミテクト トゥルーホワイト【医薬部外品】 - 2016年9月発売。研磨剤無添加のホワイトニングタイプ。白基調のパッケージ。2019年2月にフッ素の濃度を1450ppmに高濃度化してリニューアルされた。
- シュミテクト プラチナプロテクトEX【医薬部外品】 - 2024年3月発売。硝酸カリウムに乳酸アルミニウムを配合して歯の外側の象牙細管の穴を堅い保護層で覆う作用を追加して「ダブルブロック処方」と呼ばれる処方へ強化したもの。「クリアミント」と「クリアシトラス」の2つのフレーバーがある。
- シュミテクト プラチナプロテクトEX 集中ナイトケア【医薬部外品】 - 2024年3月発売。就寝前の使用を想定して低研磨・低発泡性としたもの。
- シュミテクト PROエナメル やさしくホワイトニング エナメルケア【医薬部外品】 - 2012年8月発売。「PROエナメル マルチケアEX」の発売に合わせ、2017年2月にパッケージデザインがリニューアルされた。2019年8月にフッ素の濃度を1450ppmに高濃度化してリニューアルされた。

ハブラシ
- シュミテクトハブラシ やさしく歯周ケア 3次元フィット - 2019年10月発売。シルキー毛（先端極細毛）とラウンド毛の2種類の毛を使用し、先端斜めカットとフラットカットを組み合わせた立体型植毛の3次元構造としたもの。毛のかたさとヘッドサイズは後述する「ハブラシ やさしく歯周ケア 極細シルキー毛」に準じる。
- シュミテクトハブラシ やさしく歯周ケア 極細シルキー毛 - 2019年10月に「やさしく歯周ケア ハブラシ（2016年9月発売）」をリニューアル。ネックが細く長くなり、ヘッドを薄型化。ハンドルもラバー配置を変更するなどデザインが変更された。また、毛のかたさを「やわらかめ」と「ふつう」の2種類に絞り、ヘッドサイズを従来の「コンパクト」・「レギュラー」に加え、「ワイド」を追加して3種類となった。
- シュミテクトハブラシ コンプリートワンEX - 2015年2月発売。ヘッドサイズは「レギュラー」と日本のみでの発売となる「コンパクト」の2種類。毛のかたさは当初、「やわらかめ」と「ふつう」の2種類が設定されていたが、2016年2月に「超やわらかめ」を追加発売し、3種類となった。「やさしく歯周ケア ハブラシ」同様に2017年8月にパッケージデザインがリニューアルされている。2022年3月にジョイントボールが搭載され、外装は紙とセルロースフィルム素材を組み合わせたプラスチック不使用パッケージを採用するリニューアルが行われ、毛のかたさを「ふつう」1種類に集約された。
- シュミテクトハブラシ プラチナプロテクトEX - 2017年9月に「シュミテクトハブラシ トゥルーホワイト」として発売。ヘッドサイズは「コンパクト」のみで、毛のかたさは「やわらかめ」と「ふつう」の2種類が設定されている。2022年3月にジョイントボールを搭載、プラスチック不使用パッケージを採用するリニューアルが行われ、ヘッドサイズに「レギュラー」を追加して2種類とする代わりに、毛のかたさを「ふつう」1種類に集約された。2024年9月に製品名とパッケージデザインが変更された。
- シュミテクトハブラシ 歯周ダブルケア - 2022年3月に「シュミテクトハブラシ 知覚過敏&歯周ダブルケアEX」として発売。ヘッドサイズは「レギュラー」と「コンパクト」の2種類。毛のかたさは「ふつう」のみである。2024年9月に製品名とパッケージデザインが変更された。

トラベルセット
- シュミテクト 歯周ケア ポータブルセット - 2014年9月に「シュミテクト トラベルセット」として発売。「シュミテクト 歯周病ケア」のミニサイズと「シュミテクトハブラシ やさしく歯周ケア」をソフトケースに封入した知覚過敏予防用オーラルケアでは初となる携帯用セット。発売当初はハブラシが「シュミテクト ハブラシ」だったが、2016年9月のリニューアル時に「シュミテクト やさしく歯周ケア ハブラシ」に変更されている。2017年3月にハミガキの内容量を減らし（35g→22g）、ハブラシの仕様を「レギュラー 超やわらかめ」から「コンパクト ふつう」に変更してリニューアル。2024年9月に製品名とパッケージデザインが変更された。

製造終了品
- 薬用シュミテクト ムシ歯ケア+爽快ウォッシュ【医薬部外品】 - ジェルタイプのハミガキ。「薬用シュミテクト フレッシュ&クリーン」の発売に伴い終売。
- シュミテクト 歯周病ケア ナチュラルハーブ【医薬部外品】 - 2020年9月発売。「歯周病ケア」の処方をベースに、ユーカリやフェンネルの自然由来エキスを配合したフレーバーとした製品。「シュミテクト 歯周病ケア+口臭予防」へ移行のため終売。
- シュミテクト PROエナメル デイリーエナメルケア【医薬部外品】 - 2007年に発売された「シュミテクト PROエナメル」を2012年8月のリニューアルに合わせて改名した製品。「シュミテクト PROエナメル デイリーエナメルケア リラックスミント」へ統合の為終売。
- シュミテクト PROエナメル デイリーエナメルケア リラックスミント【医薬部外品】 - 「シュミテクト PROエナメル マルチケアEX」の発売に伴い終売。
- シュミテクト PROエナメル マルチケアEX【医薬部外品】 - 2017年2月発売。2019年8月にフッ素の濃度を1450ppmに高濃度化してリニューアルされた。「シュミテクト エナメルケア+」へ統合のため終売。
- シュミテクト ハブラシ - 「シュミテクト ハブラシ やさしく歯周ケア」の発売に伴い終売。
- シュミテクト やさしく歯周ケア ハブラシ - 「シュミテクト やさしく歯周ケア ハブラシ 極細シルキー毛」発売に伴い終売。
- シュミテクト デンタルリンス【医薬部外品】 - 2013年9月発売。液体ハミガキ。本品に限り、アース製薬が製造販売を行い、グラクソ・スミスクライン・コンシューマー・ヘルスケア・ジャパンが技術提携の形態を採っていた。
- シュミテクト やわらかフロス - ワックスタイプのデンタルフロス。

## テレビCM
ブロックドラッグ時代の1996年から2000年までに放送されたものは、アイスクリームを用いて知覚過敏の症状を視覚的に伝えていたが、2004年以降は、知覚過敏にまつわるエピソードを愛用者の有名人が語るという形式になっている。

### 現在の出演者
- 小池栄子 - 歯周病ケア
- ディーン・フジオカ - コンプリートワンEX
- 内田有紀 - 歯周病ダブルケアEX

### 過去の出演者
- 麻木久仁子
- 辺見えみり
- 小島奈津子
- 久保純子
- 杉山愛
- 住吉美紀
- 黒谷友香 - 歯周病ケア
- 大塚寧々 - 歯周病ケア
- 遼河はるひ - 歯周病ケア
- 成宮寛貴 - コンプリートワンEX
- 木村佳乃 - コンプリートワンEX
- 大谷亮平 - コンプリートワンEX
- 西尾由佳理 - やさしくホワイトニング
- ホラン千秋 - やさしくホワイトニング
- 小島瑠璃子 - やさしくホワイトニングEX
- 川原亜矢子 - トゥルーホワイト
- 高橋メアリージュン - バリア&プロテクト
- 松島花 - エナメルケア+
- 森理世 - PROエナメル

## 提供番組
- 奇跡体験!アンビリバボー（フジテレビ、2019年10月-、）
- めざましテレビ（フジテレビ、7時台後半に隔日で提供）
- ヒューマングルメンタリー オモウマい店（中京テレビ制作・日本テレビ系）

### 過去の提供番組
- 林修のニッポンドリル（フジテレビ、2018年4月-9月）
- 直撃!シンソウ坂上（フジテレビ、2018年10月-、林修のニッポンドリルから移動。）
- 情報プレゼンター とくダネ! （フジテレビ、火曜日9時台後半）